# گچ و تخته پاک‌کن
گچ و تخته پاک‌کن (به هندی: Chalk n Duster) فیلمی محصول سال ۲۰۱۶ و به کارگردانی جایانت گیلاتار است. در این فیلم بازیگرانی همچون جوهی چاولا، شبانه اعظمی، زارینا وهاب، دیویا دوتا، اوپسانا سینگ، گیریش کارناد، سمیر سونی، آریا بابار، ریشی کاپور، جکی شروف و ریچا چادا ایفای نقش کرده‌اند.